# Pachycephala lanioides
Sibilante-de-peito-branco ou assobiadeira-caranguejeira (Pachycephala lanioides) é uma espécie de ave da família Pachycephalidae.
É endémica da Austrália.
Os seus habitats naturais são: florestas de mangal tropicais ou subtropicais.